# Altstädter Schule (Celle)

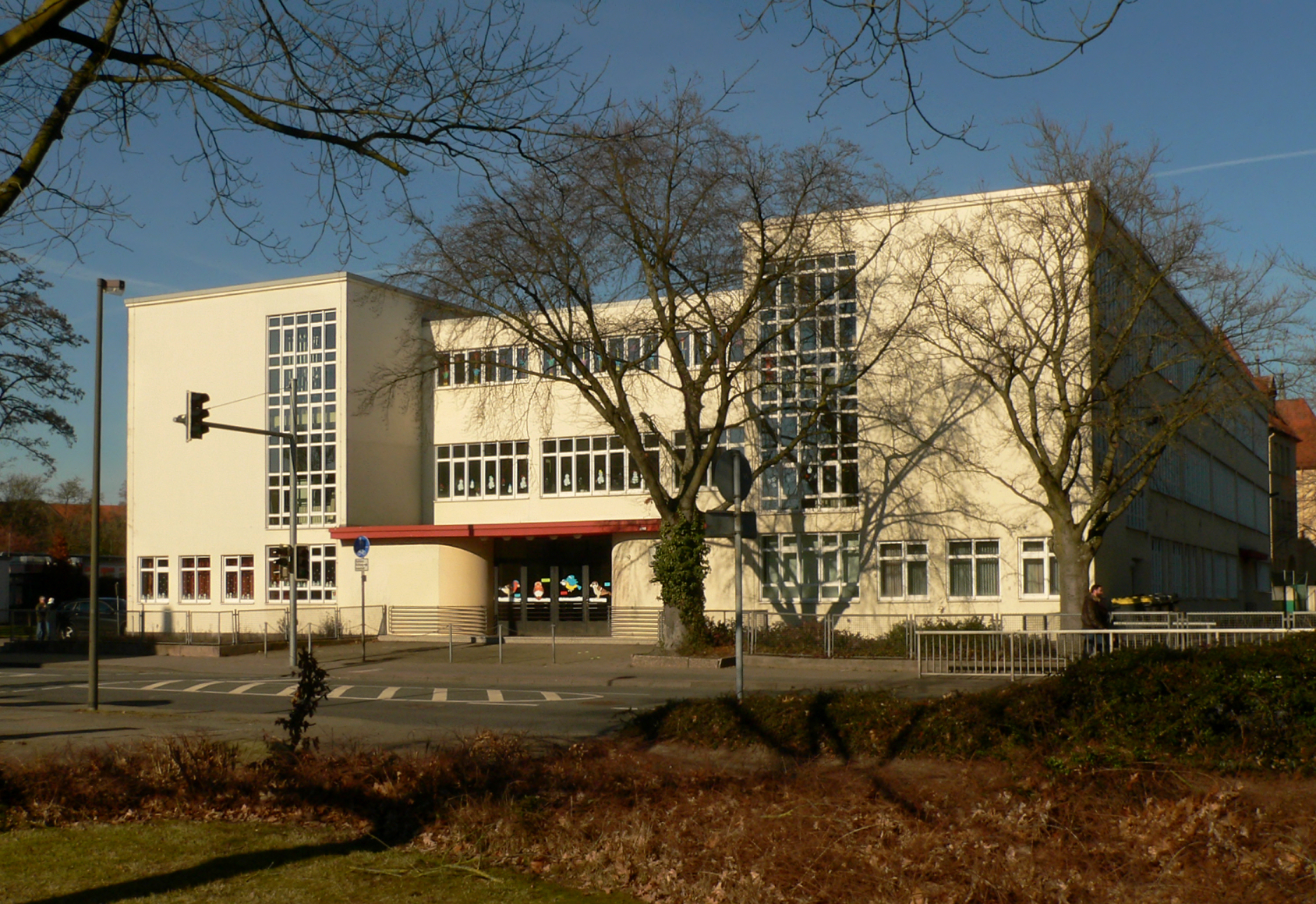
Altstädter Schule

Die Altstädter Schule, auch als Altstädter Volksschule oder Glasschule bezeichnet, ist ein denkmalgeschütztes Schulgebäude in Celle, in dem sich eine Grundschule befindet. Der Schulbau wurde von dem Architekten Otto Haesler geplant und von 1927 bis 1928 errichtet. Der funktionale Bau gilt als herausragendes Beispiel für die Stilrichtung der Klassischen Moderne.

## Architektur

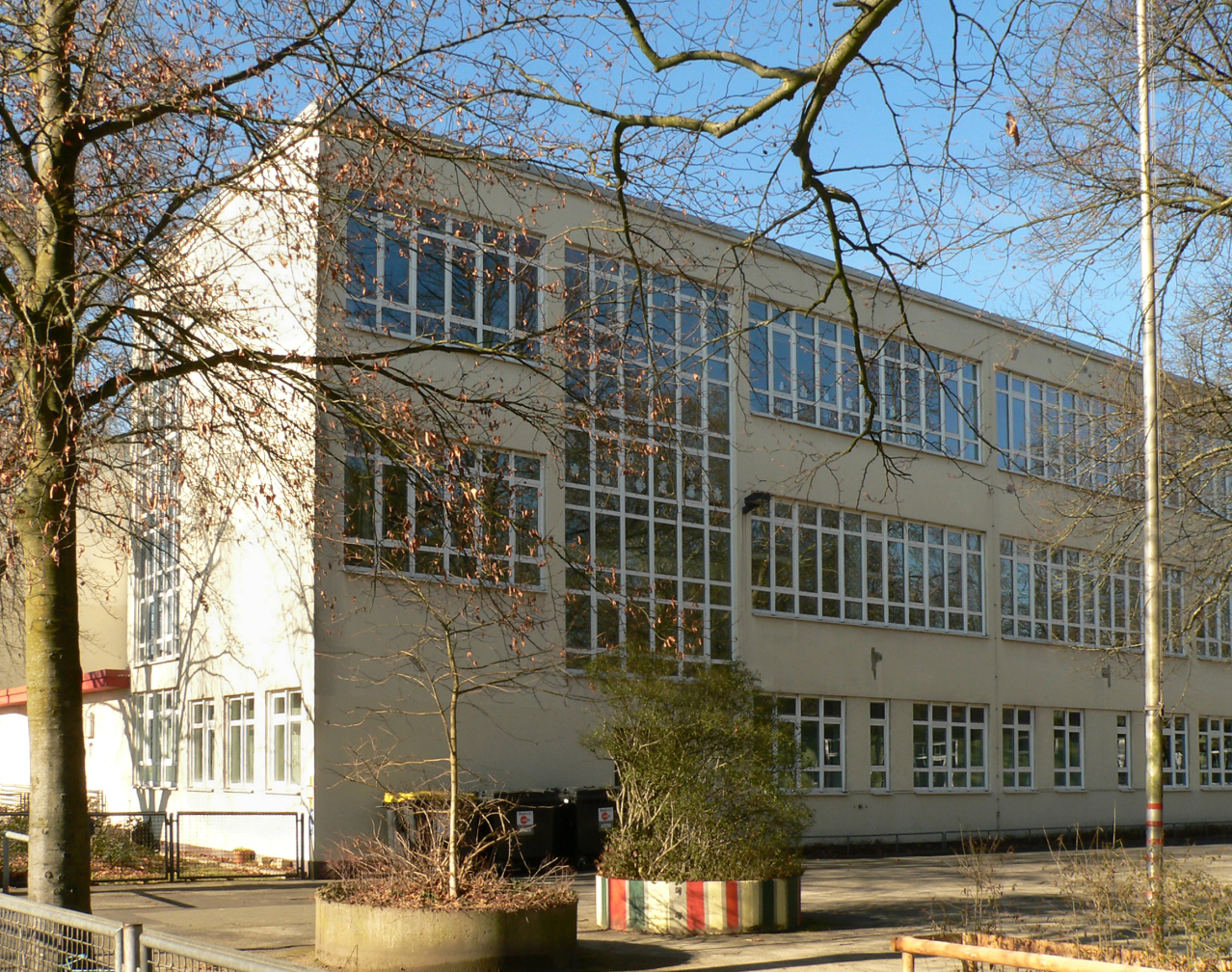
Seitentrakt mit horizontalen und vertikalen Fensterbändern

Der Schulbau ist ein dreigeschossiges Gebäude mit Flachdach, das aus zwei höheren Seitentrakten mit Klassenzimmern und einem niedrigeren Mittelteil als Hallenbau besteht. Ursprünglich befanden sich im westlichen Seitentrakt die Klassenzimmer der Mädchen und im östlichen Seitentrakt die Klassenräume der Jungen. Der Hallenbau im Mittelteil ist eine 25 Meter lange und 14 Meter breite multifunktionale Sport- und Festhalle, die das Zentrum der Schule bildet. Ursprünglich war sie durch ein Oberlicht aus Luxfer-Glasprismen belichtet, das Tageslicht einließ.
Die Schule ist in Nord-Süd-Richtung ausgerichtet. Die zwischen 40 und 48 m² großen Klassenräume in den Seitenflügeln sind für etwa 20 Schüler vorgesehen und großzügig belichtet. Die Außenfenster in den Klassenräumen stellen sich als waagerechte Fensterbänder dar. Die Flurtrennwände der Klassenräume weisen ein hochliegendes waagerechtes Fensterband zur Belichtung der Flure auf. In den vier Treppenhäusern sind die Fensterbänder vertikal ausgerichtet. Wegen der markanten Fensterbänder mit über 3000 Scheiben wird das Schulgebäude auch „Glasschule“ genannt. Farblich wurde die Schule von dem Maler Karl Völker gestaltet. Bei der ursprünglichen Farbgebung fanden sich die Farben des Hallenbaus in den Klassenzimmern in Form von hellgrauen Wandflächen, blauen Vorhängen und roten Türen wieder. Der Haupteingang an der schlichten Fassade erhielt mit dem roten Vordach einen Farbakzent. 
In der Südwestecke des Schulgrundstücks wurde 1926 bis 1928 ebenfalls nach den Plänen des Architekten Otto Haesler das Rektorwohnhaus als dreigeschossiger Flachdachbau aus mehreren zusammengefügten Kuben errichtet.
2013 schrieb der damalige Direktor des Bauhaus-Museums in Weimar, Michael Siebenbrodt, dem Celler Oberbürgermeister, dass er aufgrund des internationalen Rangs des Ensembles aus Altstädter Schule und Rektorwohnhaus für eine Aufnahme als UNESCO-Welterbe plädiere.

## Geschichte

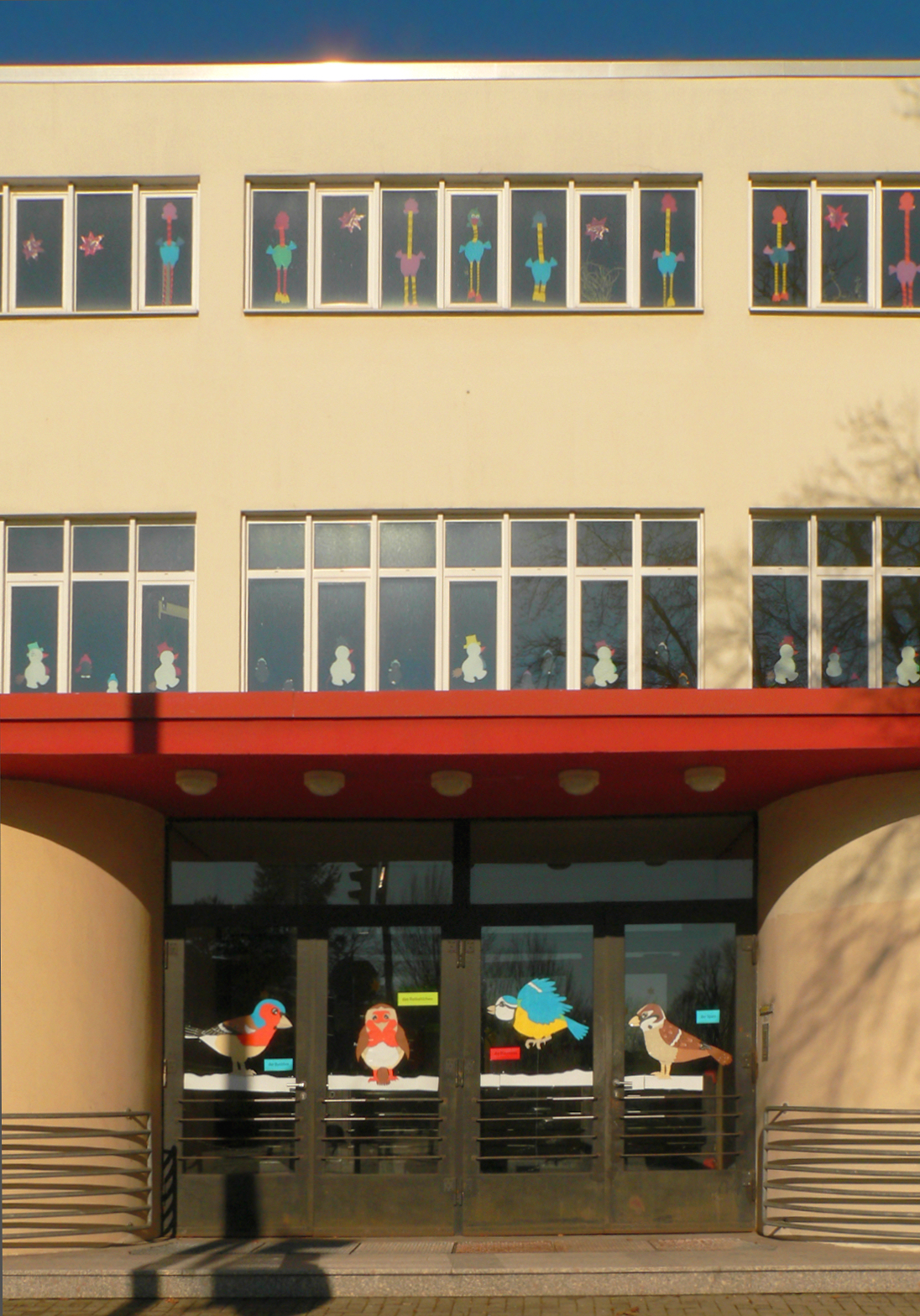
Eingang mit rotem Vordach

1926 beschloss die Stadt Celle den Bau einer Volksschule mit 18 Klassen, der als zweiwöchiger Architektenwettbewerb ausgeschrieben war. Das Wettbewerbsgericht entschied sich für den
Entwurf „Gesunder Geist muß in gesundem Körper wohnen“ von Otto Haesler. Es wird vermutet, dass Haesler vorweg informiert war, da er innerhalb der zweiwöchigen Frist drei Vorschläge einreichte. Der Baupreis einschließlich der Sport- und Festhalle sowie des Rektorwohnhauses wurde mit 400.000 Reichsmark veranschlagt, tatsächlich betrugen sie 485.000 Reichsmark. Vergleichsberechnungen ergaben, dass der Bau im Vergleich mit anderen Volksschulbauten sehr kostengünstig war. Dazu trugen die kleinen Klassenräume bei, die wegen ihrer geringen Größe auf Kritik stießen. Die Bauarbeiten begannen 1927 und die Einweihung der Schule erfolgte am 18. Mai 1928. Der Schulbau erregte nach der Fertigstellung nationale sowie internationale Aufmerksamkeit bei Architekten, Politikern und Schulplanern. Er wurde durch Veröffentlichungen in Fachzeitschriften bekannt, was zu einem regen Besucherverkehr durch Fachleute führte. Im Jahr 1928 kamen über 9000 Besucher. Mit der Machtergreifung 1933 nahm die Ablehnung gegenüber dem Schulbau als Vertreter des  Neuen Bauens zu und eine besondere Pflege kam ihm nicht mehr zu. In der Zeit des Nationalsozialismus waren in der Schule eine Militäreinheit, ein Lazarett sowie ein Frauenlager untergebracht. Nach dem Zweiten Weltkrieg diente das Gebäude wieder als Schule. In den 1980er-Jahren wurden die ursprünglichen dreiteiligen Holzfenster durch Metallfenster mit Isolierverglasung ersetzt. Der Raumeindruck der Sport- und Festhalle ging durch eine Holzverkleidung und eine abgehängte Decke verloren. 
Heutzutage ist die Schule in einem gebäudetechnisch schlechten Zustand, da es erhebliche Mängel an Fassade und Flachdach gibt. Die Kosten für eine Renovierung und denkmalgerechte Instandsetzung des Gebäudes werden auf fast sieben Millionen Euro geschätzt. Dafür wurden 2018 über 10 Millionen Euro an Bundesmitteln zur Verfügung gestellt, mit denen auch Teile der von Otto Haesler erbauten Siedlung Blumläger Feld in Celle instand gesetzt werden sollen. Mit den Sanierungsarbeiten wurde 2021 begonnen, sie sollten ursprünglich 2023 beendet werden.